# ألفونسو ألميدا
ألفونسو ألميدا (بالإسبانية: Alfonso Almeida)‏ هو لاعب شطرنج مكسيكي، ولد في 12 أكتوبر 1966.

## وصلات خارجية
- ألفونسو ألميدا على موقع الاتحاد الدولي للشطرنج (الإنجليزية)
- ألفونسو ألميدا على موقع مباريات الشطرنج (الإنجليزية)
- ألفونسو ألميدا على موقع Chesstempo.com (الإنجليزية)
- ألفونسو ألميدا على موقع الاتحاد الأمريكي للشطرنج (الإنجليزية)
- ألفونسو ألميدا سجل أولمبياد الشطرنج على موقع OlimpBase.org (الإنجليزية)